# جنگجویان دنیا
«جنگجویان دنیا » آلبومی از منووار است که در سال ۲۰۰۲ میلادی منتشر شد.